# 放射能汚染

放射能標識 (三つ葉模様).

放射能汚染（ほうしゃのうおせん、英: radioactive contamination, radiological contamination）とは、放射性物質によって望まれない場所や物質（表面、固体、液体、気体、および、人体を含む）が汚染されること、または、その放射性物質の存在を指す。量、つまり表面上（単位表面積）の放射能を指す言葉として用いることは少ない。
放射能汚染の語は、意図せず、望まれない放射能が存在することを示してはいるが、関係する危険性の大きさについて具体的な指標を与えるものではない。

## 汚染源

最安定同位体の半減期によって色づけされた元素の周期表。半減期が短いほど同質量だけ存在したときに放射能が強くなる。
安定元素;
長寿命同位体の放射性元素。半減期400万年以上では、無視できるとまではいかないが、とても小さい放射能を与える。;
低度の健康被害を起こすかもしれない放射性元素。最安定同位体の半減期は、800年から34000年の間にある。そのため、通常、いくつかの商業的応用がある。;
安全性に関するリスクを引き起こすことで知られている放射性元素。最安定同位体は一日から103年の間に半減期を持つ。これらの放射能は商業用途の可能性はほとんどない。;
高度の放射性元素。最安定同位体は一日から数分の間に半減期を持つ。それらは厳しい健康リスクを引き起こす。基礎研究外での使用はわずか。;
極度の放射性元素。極端な不安定性と放射能によって、これらの元素に関してはほとんど知られていない。

放射能汚染は、通常、過剰なエネルギーを持った不安定な核種である放射性核種（放射性同位体）を生産したり、使用している間に、漏洩や事故によって生じる。通常のことではないが、放射性降下物は核爆発によって放射能汚染が分布している。事故によって放出された放射性物質の量は、ソースターム（source term）と呼ばれる。
汚染は、放射性の気体、液体または粒子から見出される可能性がある。例えば、核医学に使われている放射性核種が事故で漏れれば、その物質は人が歩き回ることによって拡散する可能性がある。
放射能汚染は、核の再処理中における放射性キセノンの放出のような、避けられない過程の不可避の結果である可能性もある。放射性物質を封じ込めることができない場合でも、安全な濃度にまで希釈できる可能性はある。アルファ放射体による環境汚染の議論に関しては、環境中のアクチノイド（actinides in the environment）を参照。
汚染は、廃炉が完了した後の場所に残る残留放射性物質は含まれない。
格納容器は放射性物質を放射能汚染から区別するものである。したがって、密封されて指定された容器中にある放射性物質は、測定単位は同じかもしれないが、正確には汚染とは呼ばない。

### 放射線モニタリング
放射線モニタリング（Radiation monitoring）は、放射線による被曝および放射性物質のアセスメントやコントロール、その結果の解釈のために、放射線の線量や放射性核種による汚染の測定を必要としている。異なる、放射性核種、環境媒体、施設のタイプごとの環境放射線モニタリング・プログラムおよびシステムのデザインと運用の方法論的、技術的詳細は、IAEA Safety Standards Series No. RS–G-1.8 、およびIAEA Safety Reports Series No. 64に書かれている。

## 測定
放射能汚染は、表面、あるいは、材料内や空気中に存在する可能性がある。アメリカ合衆国の原子力発電所では、放射能と汚染の検出と測定はしばしば認定保健物理学者（Certified Health Physicist）の役目となっているが、日本の保健物理学会にはそのような認定資格はなく、日本の国家資格としては作業環境測定士がこれに相当する。しかし、法定の測定以外、特に日常的な測定の場合は放射線業務従事者自身が行うことが一般的である。

### 表面汚染
国際単位系では、ベクレル/平方メートル（Bq/m2）となる。100cm2あたりピコキュリーや、平方センチメートルあたり壊変毎分のような他の単位を用いて現すこともできる。
表面汚染は、固定されているか、除去可能か、いずれかの可能性がある。固定汚染の場合、その名のとおり、放射性物質は拡散しないが、測定はできる。

## 危険性
環境や人への放射能汚染の危険性は、放射能汚染の性質、汚染のレベル、汚染の広がりの範囲に依存する。非常に低いレベルの放射線さえ生命に危険を及ぼす可能性がある。低レベルの放射能汚染でも、放射線計測器で検出することができる。
高レベルの汚染は、人と環境に大きなリスクを引き起こすかもしれない。人間は、大量の放射性物質をともなう原子力事故（または、核の意図的な起爆）に続く汚染の広がりから、外部、および、内部の両方で、潜在的に致命的な放射線レベルにさらされるおそれがある。
放射能汚染に対する外部被曝の生物学的影響は、一般に、エックス線機器などの放射性物質をともなわない外部の放射線源からのものと同じであり、吸収線量に依存する。

### 生物学的影響
体内に沈着した放射性核種の生物学的影響は、放射性核種の放射能、生体内分布、除去速度に強く依存し、同じく、その化学形態に依存する。生物学的影響は、その放射能とは独立に、沈着物質の化学毒性に依存する可能性もある。いくつかの放射性核種は、トリチウム水のケースのように、一般に、体中を通して分配され、急速に取り除かれるかもしれない。
いくつかの器官は、ある元素、従って、それらの元素の変異体である放射性核種を濃縮する。この作用は、はるかに低い除去速度をもたらすかもしれない。例えば、甲状腺では、体に入るヨウ素の大部分で占められている。もし、大量の放射性ヨウ素を吸引したり、摂取すれば、甲状腺は障害を受けるか、破壊される可能性があり、一方、他の組織はそれほど影響をうけない。放射性ヨウ素は一般的な核分裂生成物である。それはチェルノブイリ原子力発電所事故から放出された放射能の主要な成分であり、小児の甲状腺癌と甲状腺機能不全で9件の致死症例をもたらしている。

#### 風評被害
福島第一原発事故以降、福島を中心とする被災地では風評被害対策が行われている。福島県内の農水産物はすべて放射性物質検査が実施されており、基準値を超えるものが流通することはないが、海外で抗議にあう等の現実にも直面している。また韓国のアスリートの間では、東京五輪で福島県産の食材が使われることを懸念し選手村長に対策を求める声が上がっている。

また、2019年9月26日より、韓国与党による「放射能汚染マップ」捏造疑惑が発生している。
2019年9月26日、韓国の与党「共に民主党」の「日本経済侵略対策特別委員会」が日本の市民団体が公開している資料を基に制作したとしている「放射能汚染マップ」を公表した。特別委の委員長を務めるチェ・ジェソン議員は、「日本の汚染水放流までもが騒動になっているため、日本全域の水産物は東京五輪の選手団だけでなく五輪の訪問客全員に影響する」と指摘し、「今からでも安倍政権は韓国に対する経済侵略を正常化し、元の位置に戻させることが日本の国益に役立つ」と語った。
しかし、同10月2日、放射線量マップの資料元とされる団体である『みんなのデータサイト』より、『「われわれはホームページ上にデータを掲載し本も出しているが、（韓国側の数値とは）全く違う」と強調。地図では汚染の度合いが単純な同心円状になっている点についても「汚染がこういう形になることはない」』と指摘があり、同サイト上には”汚染マップ”に記載されている「ひとめぼれスタジアム宮城」等は記載されていないため、“汚染マップ”は風評被害を狙った“フェイク・マップ”ではないかとの疑惑が浮上している。

## 汚染経路
放射能汚染は、食物の摂取、吸気、肌からの吸収、または、注射を通して体内に入ることが可能である。従って、放射性物質を扱う際には、防護具の使用が重要となる。放射能汚染は、汚染した動植物を食べたり、あるいは、汚染水や汚染した動物のミルクを飲んだ結果、摂取される。大きな汚染事故の後では、内部被曝につながる全ての可能な経路を考慮すべきである。

## 居住空間の放射線
居住空間における一般的な放射線源としてはラドンをあげることができるが、まれに建築資材に放射性物質が含まれている場合もある。たとえば、台湾では、1982年から1984年に放射性物質であるコバルト60がリサイクル鉄鋼に混入され補強材として学校やアパートの鉄筋に用いられ、約1万人が長期にわたって被曝し、マスコミにも取り上げられた。追跡調査の結果、この台湾の事例では慢性的な低線量被曝による特定部位の癌リスクの増加および被曝線量とレンズ混濁の相関が報告されている。1983年から2005年にわたる追跡調査の結果によれば、追跡期間は平均19年、住民の受けた平均被曝線量は48mGy（中央値6.3mGy）で、調査集団の平均年齢は最初の被爆時において17±17歳、追跡期間の終了時において36±18歳、Cox比例ハザードモデル（Proportional hazards model）を用いた解析から、慢性リンパ球性白血病を除いた白血病で、100mGyあたり1.19（95%CI 1.01–1.31）のハザード比（Hazard ratio）の有意な増加が観測され、乳癌で、100mGyあたり1.12（90%CI 0.99–1.21）のハザード比の増加傾向が観測されている。全癌のハザード比は、100mGyあたり1.04（90%CI 0.97–1.08）、白血病を除く全癌では、100mGyあたり1.02（90%CI 0.95–1.08）と、増加傾向を示した。民生マンションの被曝住民は、台湾原子力委員会を相手に起訴を起こし、一審では勝訴の判決を受けている。イタリアでも、中国製鋼材にコバルト60が含まれていた事が分かり、国際刑事警察機構による捜査が行われた。日本では、セシウムの検出された汚泥をセメント原料として用いられた例がある。

## 原子力発電所由来の放射線
原子力発電所の近くは、核事故がなくても微量な核物質が常に漏れ出しており、原子力発電所の敷地境界での許容値は年間0.05ミリシーベルトの上昇である。この値は許容限界であって、実際は0.001ミリシーベルト以下と低線量であるため、住民の安全は確保されているとの主張がある。
しかしながら、最近の研究によれば、ドイツの原子炉周辺の地域において子供の白血病や癌の罹患率が高いことが報告されており、アメリカにおいても原子炉周辺住民の癌の発症率が高いことが報告されている。
15カ国の原子力産業の労働者、約40万人を対象にした国際がん研究機関のE.カーディスらによる疫学調査によると、対象者の平均累積被曝線量は外部被曝の記録から19.4ミリシーベルトで、低線量や低線量率の被曝においてさえも発癌の過剰リスク(excess risk)の存在を示唆する結果が報告されている。一方、日本では、文部科学省の委託を受けた放射線影響協会による「原子力発電施設等放射線業務従事者等に係る疫学的調査」の結果が2010年3月に報告されており、食道癌、肝癌、肺癌、非ホジキンリンパ腫、多発性骨髄腫の死亡率に累積線量にともなう有意の増加傾向が認められたものの、一人当たりの平均観察期間が10.9年と短いために偶然の可能性も否定出来ないとし、相対リスクの推定値にはばらつきがあるため、「過剰相対リスク推定値の信頼性を高めるためには、累積線量の高い群での症例数を蓄積することが有効」との見解が示されている。
日本における原発労働者の被曝による労災認定の状況は、福島第一原子力発電所事故を受けて、2011年4月27日、厚生労働省によって初めて公表され、その中には累積でおよそ40から50ミリシーベルト程度の被曝を受け白血病により死亡した例などがあった。労働安全衛生法に基づく規則には、原発作業員の累積被曝量の限度は、5年間で100ミリシーベルトを超えてはならないと規定されている。

## 原発事故によって放出された放射性核種
| 放射性核種（元素記号）   | 半減期   | 主な 崩壊モード | 放射性物質の放出量 / ［1015Bq］ | 放射性物質の放出量 / ［1015Bq］ | 放射性物質の放出量 / ［1015Bq］ | 放射性物質の放出量 / ［1015Bq］ |          |
| 放射性核種（元素記号）   | 半減期   | 主な 崩壊モード | チェルノブイリ                  | 福島第一原発                    | 広島原爆                        | 広島原爆                        | 広島原爆 |
| 放射性核種（元素記号）   | 半減期   | 主な 崩壊モード | チェルノブイリ                  | 福島第一原発                    | SCOPE                           | NISA                            |          |
| ------------------------ | -------- | --------------- | ------------------------------- | ------------------------------- | ------------------------------- | ------------------------------- | -------- |
| 希ガス                   |          |                 |                                 |                                 |                                 |                                 |          |
| クリプトン85（85Kr）     | 10.72年  | β               | 33                              | -                               |                                 |                                 |          |
| キセノン133（133Xe）     | 5.25日   | β               | 6500                            | 11000                           | 140                             |                                 |          |
| 揮発性元素               |          |                 |                                 |                                 |                                 |                                 |          |
| テルル127m（127mTe）     | 109.0日  | β               |                                 | 1.1                             |                                 |                                 |          |
| テルル129m（129mTe）     | 33.6日   | β               | 240                             | 3.3                             |                                 |                                 |          |
| テルル131m（131mTe）     | 30.0時間 | β               |                                 | 5                               |                                 |                                 |          |
| テルル132（132Te）       | 3.204日  | β               | 〜1150                          | 88                              |                                 |                                 |          |
| ヨウ素131（131I）        | 8.04日   | β               | 〜1760                          | 160                             | 52                              | 63                              |          |
| ヨウ素132（132I）        | 2.3時間  | β、γ            |                                 | 0.013                           |                                 |                                 |          |
| ヨウ素133（133I）        | 20.8時間 | β、γ            | 910                             | 42                              |                                 |                                 |          |
| ヨウ素135（135I）        | 6.6時間  | β、γ            |                                 | 2.3                             |                                 |                                 |          |
| セシウム134（134Cs）     | 2.06年   | β、γ            | 〜47                            | 18                              | -                               |                                 |          |
| セシウム136（136Cs）     | 13.1日   | β               | 36                              | -                               |                                 |                                 |          |
| セシウム137（137Cs）     | 30年     | β               | 〜85                            | 15                              | 0.1                             | 0.089                           |          |
| 中度の揮発性元素         |          |                 |                                 |                                 |                                 |                                 |          |
| ストロンチウム89（89Sr） | 50.5日   | β、γ            | 〜115                           | 2.0                             |                                 | 11                              |          |
| ストロンチウム90（90Sr） | 29.12年  | β               | 〜10                            | 0.14                            | 0.085                           | 0.058                           |          |
| ルテニウム103（103Ru）   | 39.3日   | β、γ            | >168                            | 0.0000075                       |                                 | 23                              |          |
| ルテニウム106（106Ru）   | 368日    | β               | >73                             | 0.0000021                       |                                 | 1.1                             |          |
| アンチモン127（127Sb）   | 3.9日    | β               |                                 | 6.4                             |                                 |                                 |          |
| アンチモン129（129Sb）   | 4.3時間  | β               |                                 | 0.14                            |                                 |                                 |          |
| バリウム140（140Ba）     | 12.7日   | β               | 240                             | 3.2                             |                                 | 71                              |          |
| 難揮発性元素             |          |                 |                                 |                                 |                                 |                                 |          |
| イットリウム91（91Y）    | 58.5日   | β、γ            |                                 | 0.0034                          |                                 | 11                              |          |
| ジルコニウム95（95Zr）   | 64日     | β               | 84                              | 0.017                           |                                 | 14                              |          |
| モリブデン99（99Mo）     | 2.75日   | β               | >72                             | 0.0000067                       |                                 |                                 |          |
| セリウム141（141Ce）     | 32.5日   | β               | 84                              | 0.018                           |                                 | 25                              |          |
| セリウム144（144Ce）     | 284日    | β               | 〜50                            | 0.011                           |                                 | 2.9                             |          |
| プラセオジム143（143Pr） | 13.6日   | β               |                                 | 0.0041                          |                                 |                                 |          |
| ネオジム147（147Nd）     | 11.0日   | β               |                                 | 0.0016                          |                                 |                                 |          |
| ネプツニウム239（239Np） | 2.35日   | β               | 400                             | 0.076                           |                                 |                                 |          |
| プルトニウム238（238Pu） | 87.74年  | α               | 0.015                           | 0.000019                        |                                 |                                 |          |
| プルトニウム239（239Pu） | 24065年  | α               | 0.013                           | 0.0000032                       |                                 |                                 |          |
| プルトニウム240（240Pu） | 6537年   | α               | 0.018                           | 0.0000032                       |                                 |                                 |          |
| プルトニウム241（241Pu） | 14.4年   | β               | 〜2.6                           | 0.0012                          |                                 |                                 |          |
| プルトニウム242（242Pu） | 376000年 | α               | 〜0.00004                       | -                               |                                 |                                 |          |
| キュリウム242（242Cm）   | 162.8日  | α               | 〜0.4                           | 0.0001                          |                                 |                                 |          |
| 合計                     |          |                 | 11904                           | 11212                           | 192                             | 222                             |          |